# Маја Поповић
Маја Поповић (Београд, 1972) српска је правница и политичарка. Тренутни је министар правде Републике Србије. Независни је политичар.

## Биографија
Основну школу је завршила у родном граду, а средњу школу је завршила у међународној школи на Балеарским Острвима, у Шпанији, где је била ђак генерације. Настава у овој школи се одвијала на енглеском и шпанском језику. Године 1989. је уписала Правни факултет у Београду и завршила га у року у својој 21. години. Положила је правосудни испит и одбранила мастер рад на Правном факултету у Новом Саду са просечном оценом 9,80.
Радну каријеру је започела у канцеларији адвокатице Весне Кушић. Потом прелази у Окружни суд у Београду где је радила као судијски приправник и судијски сарадник. Са 26 година је постала најмлађи изабрани судија у нашој земљи. Тада је почела да ради као истражни судија у Првом општинском суду у Београду. Касније је постала и судија у Грађанском одељењу овог суда. Од 2000. до 2012. је имала сопствену адвокатску канцеларију и заступала је различите случајеве, од трговинских и ванпарничних спорова, преко високотехнолошког криминала до организованог криминала.
Године 2012. је постала помоћник за немедицинске послове директора Градског завода за хитну медицинску помоћ у Београду. На том положају је била до 2014. када постаје запосленик у Безбедносно-информативној агенцији. Тамо је обављала различите задатке (међународна сарадња, људски ресурси и стамбена питања). Била је и начелник Одељења за системско-правне, нормативне, имовинско-правне и стамбене односе. Потом је била шеф Кабинета директора Александра Ђорђевића, а након тога специјални саветник директора БИА Братислава Гашића.
У октобру 2020. године је предложена и изабрана за министарку правде Републике Србије.
Течно говори енглески, италијански, шпански и француски језик.

## Лични живот
Удата је и има двоје малолетне деце. Родитељи су јој правници Јевђо и Весна Кушић, а муж судија Растко Поповић.